# Tribalistas
Tribalistas, auch bekannt als Os Tribalistas, ist eine brasilianische Band der Stilrichtung Música Popular Brasileira. Mitglieder sind die brasilianischen Musiker Arnaldo Antunes, Carlinhos Brown und Marisa Monte.
Das Wort Tribalistas (portugiesisch) bedeutet übersetzt etwa „Stammeszugehörige“ (siehe dazu auch Tribalismus, Neutribalismus). Marisa Monte meinte dazu: „Die Dekadenz des Individualismus können wir ja heute nicht nur in der Musik, sondern auch in vielen anderen Bereichen spüren. Ich aber glaube, dass im Leben einige der interessantesten Dinge das Ergebnis einer kollektiven Arbeit sind.“ Und Arnaldo Antunes ergänzte: „Ich denke, dass das Album eine Bestätigung dieses Stammesgedankens ist – zusammenzuarbeiten und sich mehr und mehr am täglichen Zusammensein zu erfreuen“.

## Geschichte
Die drei Musiker hatten schon seit Mitte der 1990er Jahre mehrfach zusammengearbeitet. Im März 2001 trafen sie sich mit anderen Musikern, um ein Album von Arnaldo Antunes einzuspielen. Am Rande der Aufnahmen entstand die Idee der Einspielung eines gemeinsamen Albums der drei Musiker. Im April 2002 trafen sie sich zur Aufnahme dieses Albums im Haus von Marisa Monte, die das Album auch produzierte. In nur drei Wochen entstanden 13 Songs. Die Single-Auskopplung Ja sei namorar (übersetzt: Ich weiß schon, wie man liebt) wurde 2003 in Brasilien ein Nr.-1-Hit und war auch in einer Reihe von anderen Ländern ein großer Erfolg. Während der Aufnahmen zur CD entstand auch eine DVD. Kamerafrau war Dorinha, die Enkelin des brasilianischen Komponisten Tom Jobim.
2003 gewann das Album den Latin Grammy Award als bestes brasilianisches zeitgenössisches Pop-Album. Außerdem erreichten sie mit dem Album eine Diamantauszeichnung und Platin für das Videoalbum in Brasilien sowie Vierfachplatin in Portugal.
Im Jahre 2017, 15 Jahre nach ihrem erfolgreichen Debütalbum, veröffentlichte die brasilianische Band ihr zweites, erneut selbstbetiteltes Album "Tribalistas". Sie erhielten außerdem fünf Nominierungen für die Latin Grammy Awards und gewannen für den Song "Aliança" den Latin Grammy "Bestes Lied in portugiesischer Sprache".

## Diskografie
- 2003: Tribalistas (CD – BR: Diamant, DVD – BR: Platin)
- 2017: Tribalistas (CD, DVD)